# 玉米
玉米，在《中国生物物种名录》中称玉蜀黍，是禾本科玉米属的一年生草本植物，為全世界总产量最高的重要粮食作物；玉米亦可作飼料使用，還有在生物科技產業作為乙醇燃料的原材料，亦在各個化工領域被大量利用，能做成塑膠等等不同的物品。

## 名稱
玉米的中文俗称有一百多種，在世界各地都有对其不同的称呼。粵語稱為粟米，閩南語稱作番麥，閩東語平話稱為油甜包，潮汕话称作薏米仁，晉語稱玉茭子、玉稻黍等，吴语中称呼比较复杂，上海称珍珠米、番麦、鸡头粟等、苏州称御麥、浙江称六穀，在客家话中普遍稱為包粟。馬來西亞華語地區主要稱玉蜀黍。北方方言中普遍稱為棒子或包穀。东北话及胶辽官话中称为苞米。在西南官话中被称为苞穀。
| 麦   | 御麦、玉麦，番麦、西天麦、黍麦、戎麦、包麦、苞麦、番大麦 、红须麦、夷麦、西番麦、玉林麦                                                                                     |
| 黍   | 玉蜀黍、玉黍、玉稻黍、金稻黍、玉大黍、玉糜黍、大蜀黍、番黍，玉芦黍、蜀黍 |
| 秫   | 秫、玉蜀秫、玉秫秫、秫秫、玉秫、大秫秫 |
| 粱   | 玉膏粱、玉高粱、大高粱、玉粱、御高粱、独膏粱 |
| 粟   | 珍珠粟、鸡头粟、观音粟、意粟、苞粟、天方粟、包粟、珍珠芦粟、饭包粟、鸡豆粟、荷包粟、乳粟、遇粟、意粟、芦粟、罂粟（和作鸦片的罂粟异物同名）、高粟、金豆子粟、鹿角粟 、包胎粟 |
| 穄   | 玉芦穄、芦穄、秫穄、球穄、珠穄 |
| 芦   | 苞芦、腰芦、苞萝 |
| 米   | 珍珠米、玉米、包米、包儿米、棒米、六谷米、御米、巴尔米、番米、包粱米、丈谷米、芋米、棒子米、观音米、子米、粟米、包子米、包粒米、老芋米                                      |
| 豆   | 番豆、金豆、玉豆、玉芦豆 |
| 穀   | 包谷、苞穀、舜王穀、六谷、西番穀 |
| 其他 | 玉茭茭、玉榴、玉子、戎菽、玉籽、粟包、稖子、玉露、玉蜀、玉穟、腰边豹、包菽、包罗、棒子、棒椎、芦蜀、榜子、棒槌、苽、稷、包苽、苞果、薏米仁                                  |

## 形态
一年生禾本科植物；根系强大，有支柱根；秆粗壮；线形披针形叶子宽大；花单性、雌雄同株，雄花为圆锥花序顶生，雌花为肉穗花序着生叶腋间，外面有总苞；穗轴粗大，其上有多列小穗；颖果成熟后超出颖片和稃片之外，而裸露穗轴上，黄或白色或变色。

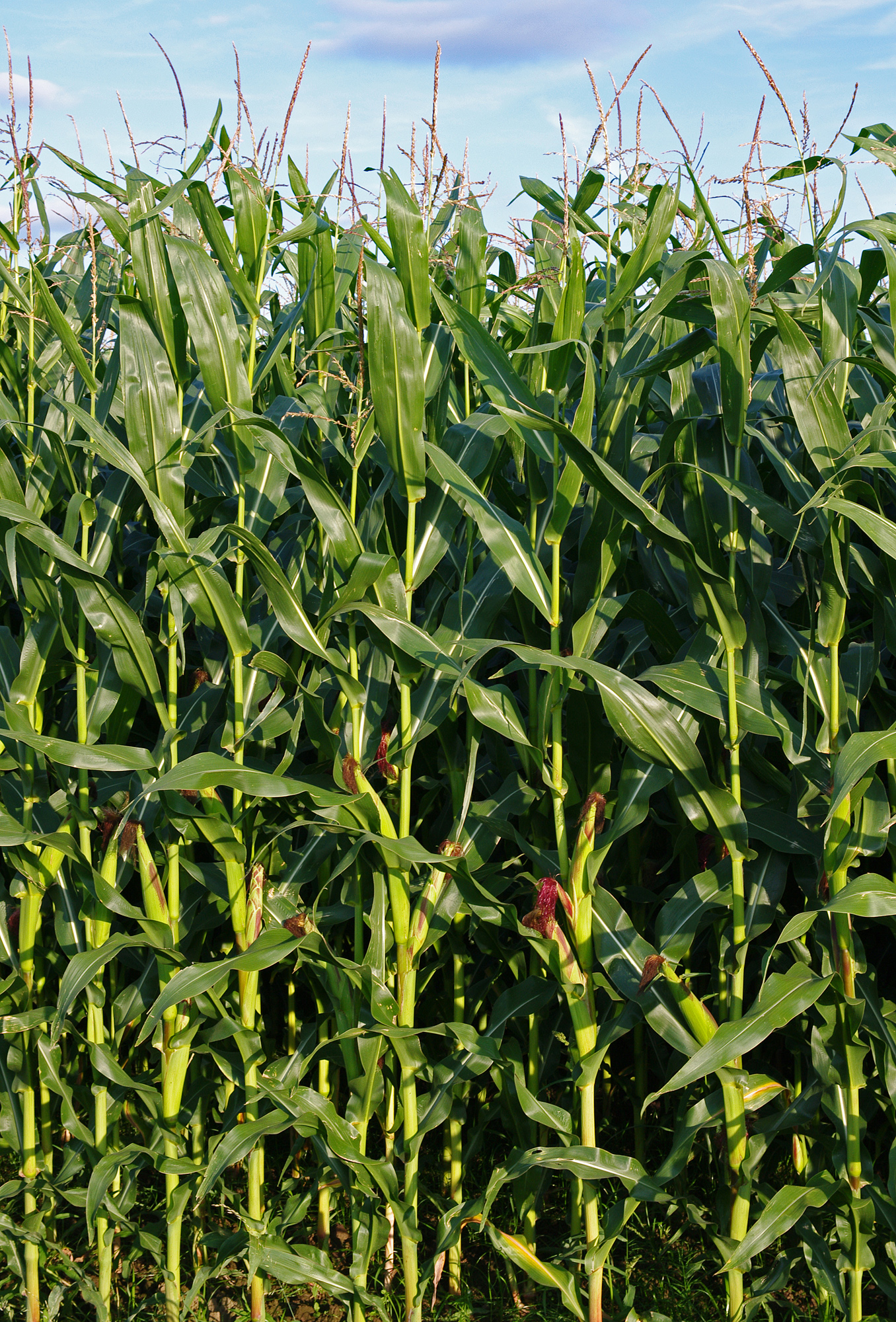
植株
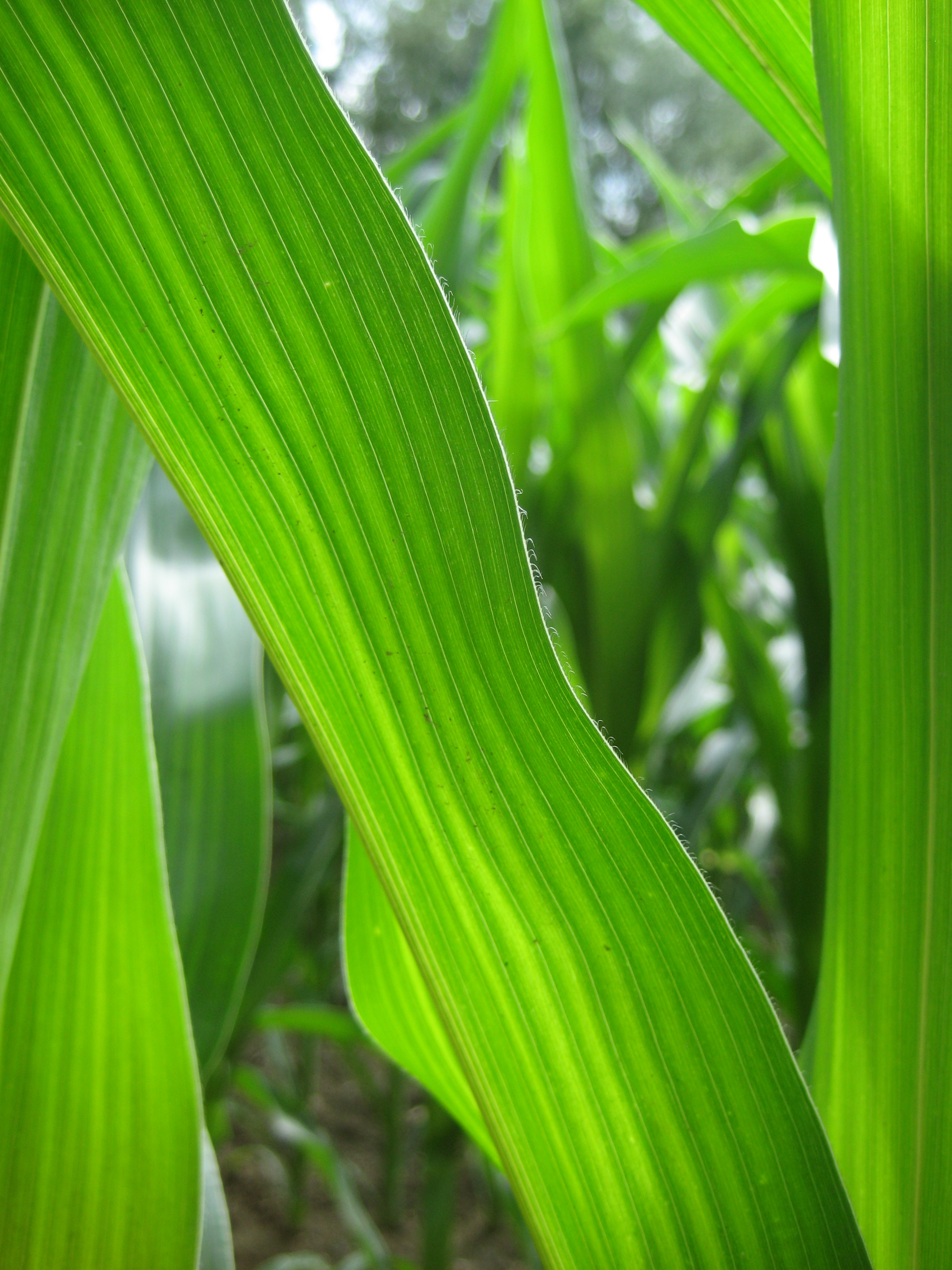
葉
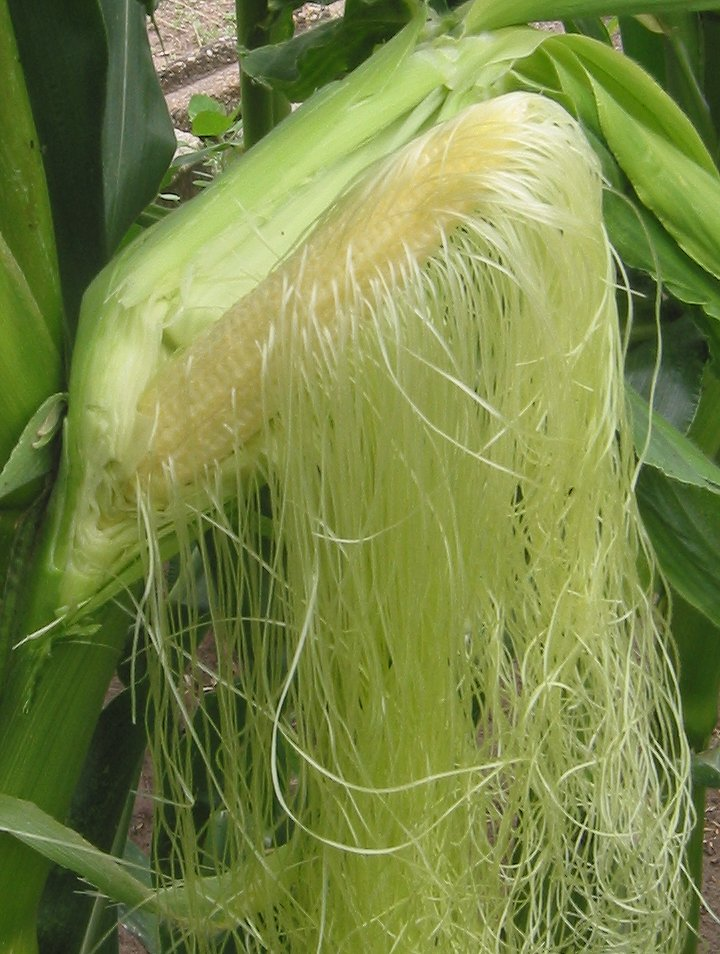
雌花序
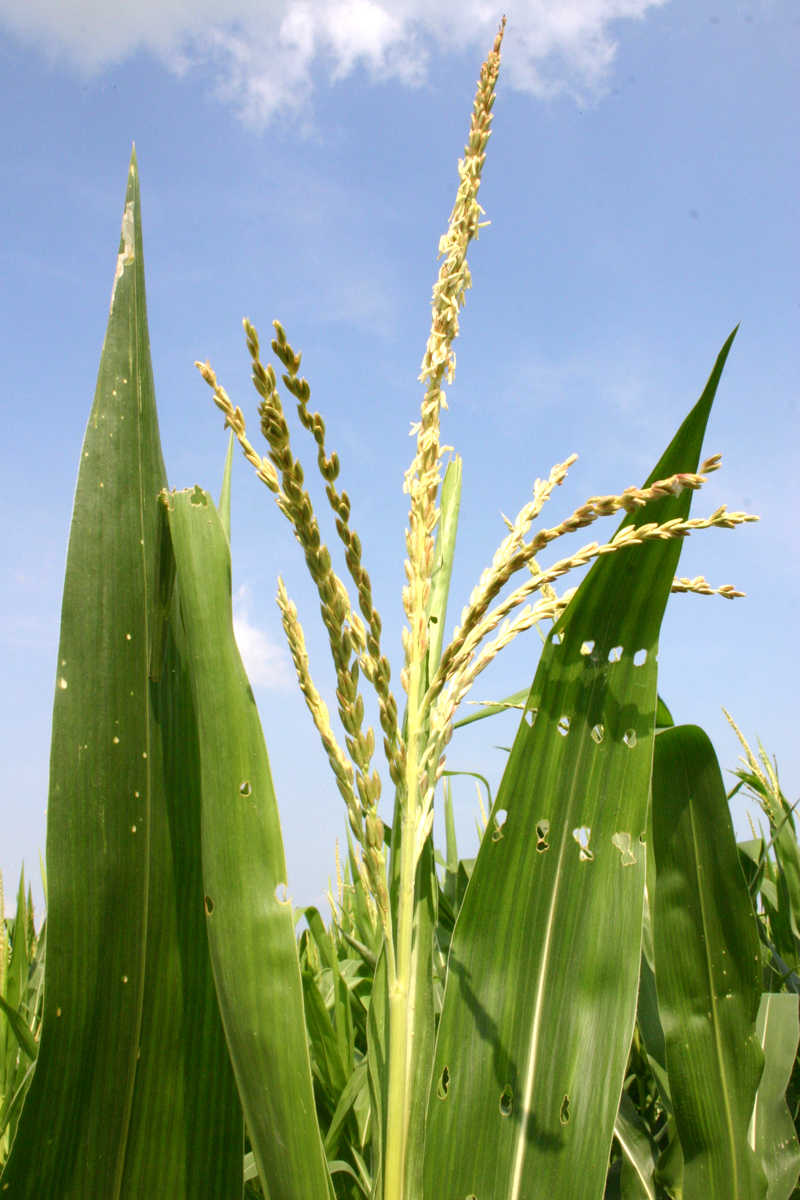
雄花序
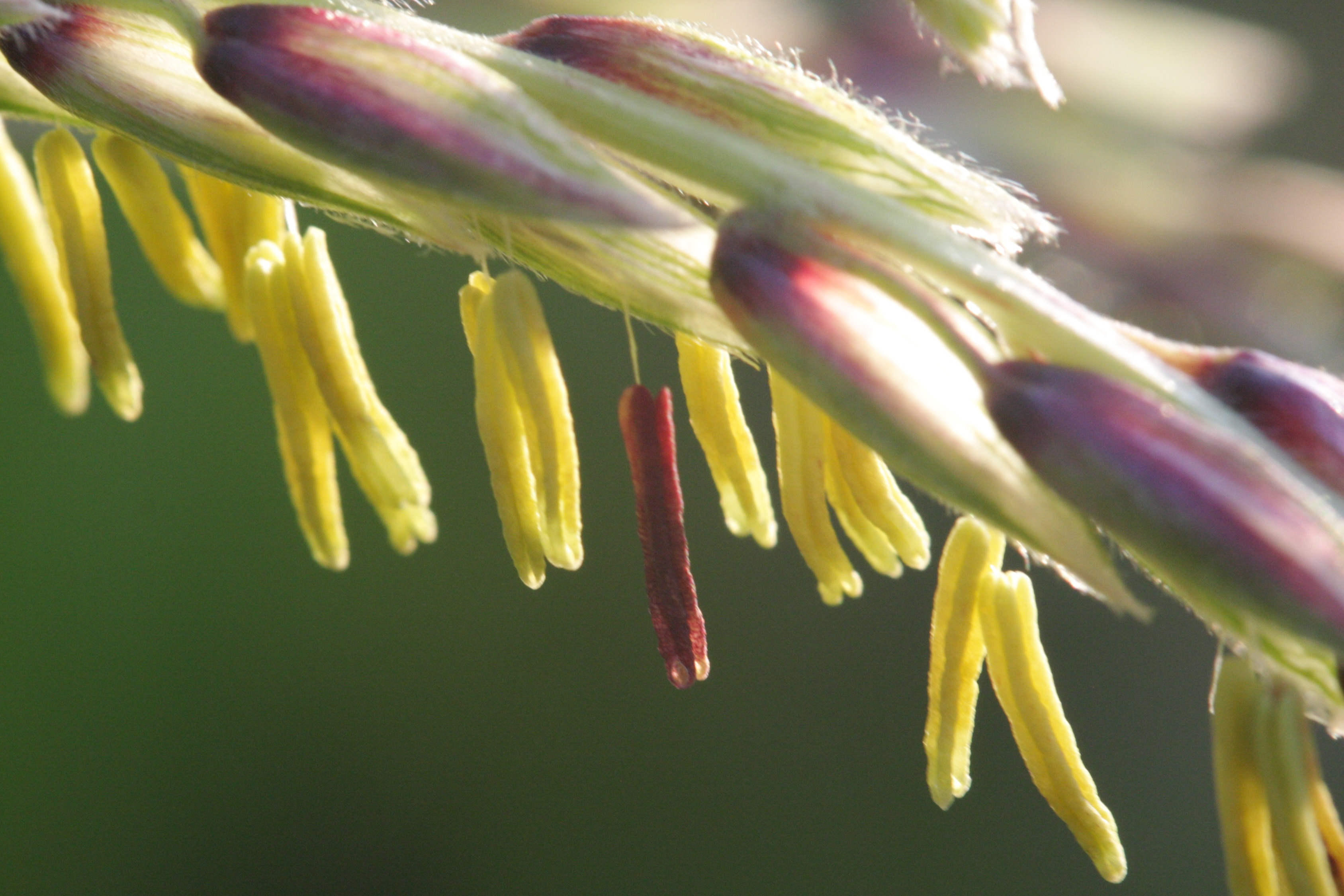
雄花
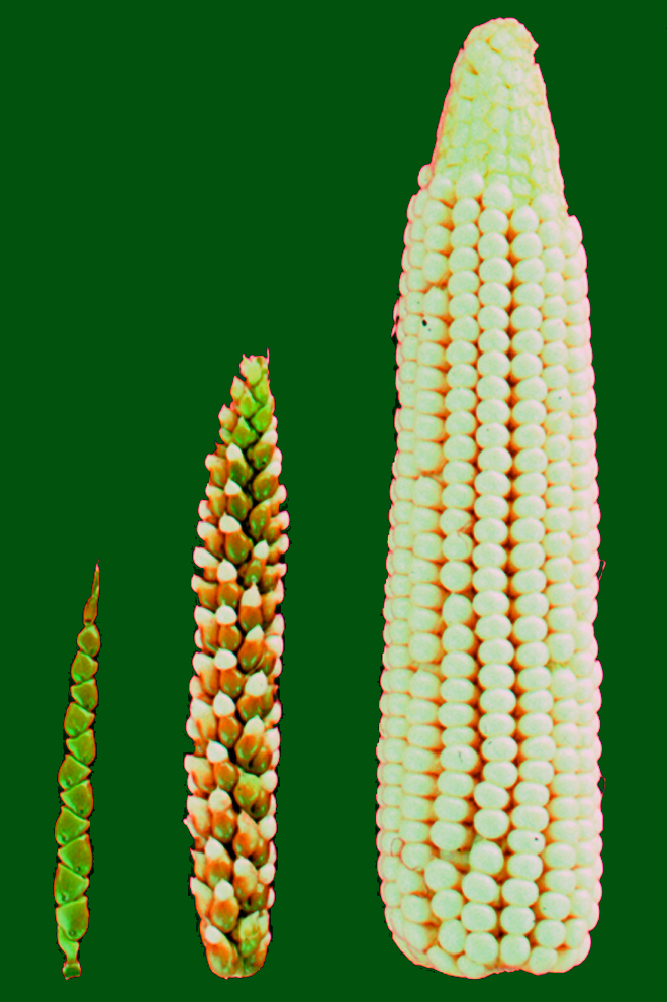
玉米的演化，左为大刍草的颖果
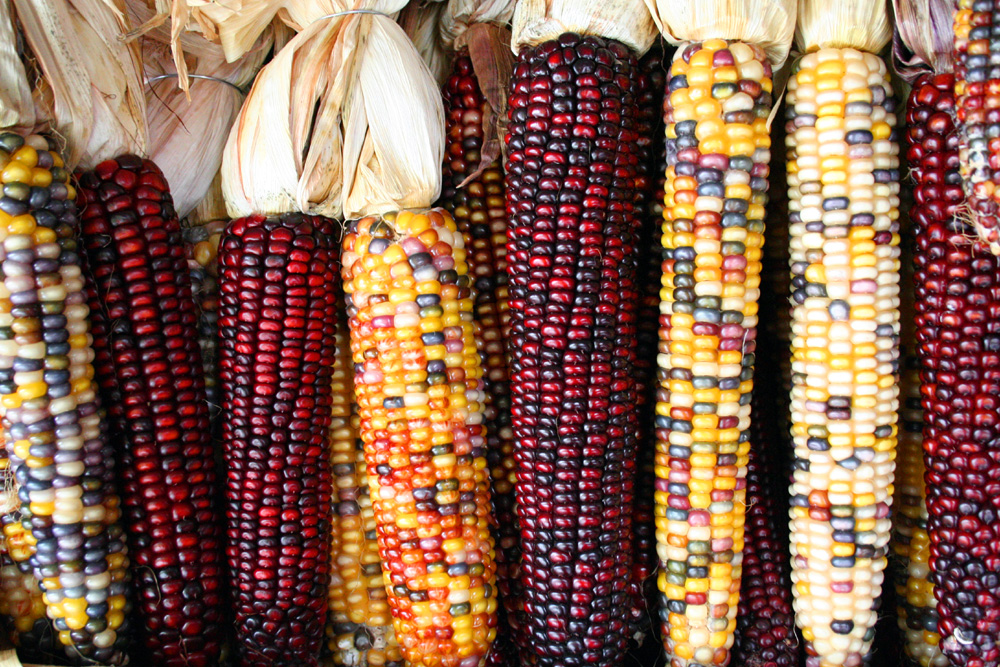
各種栽培種
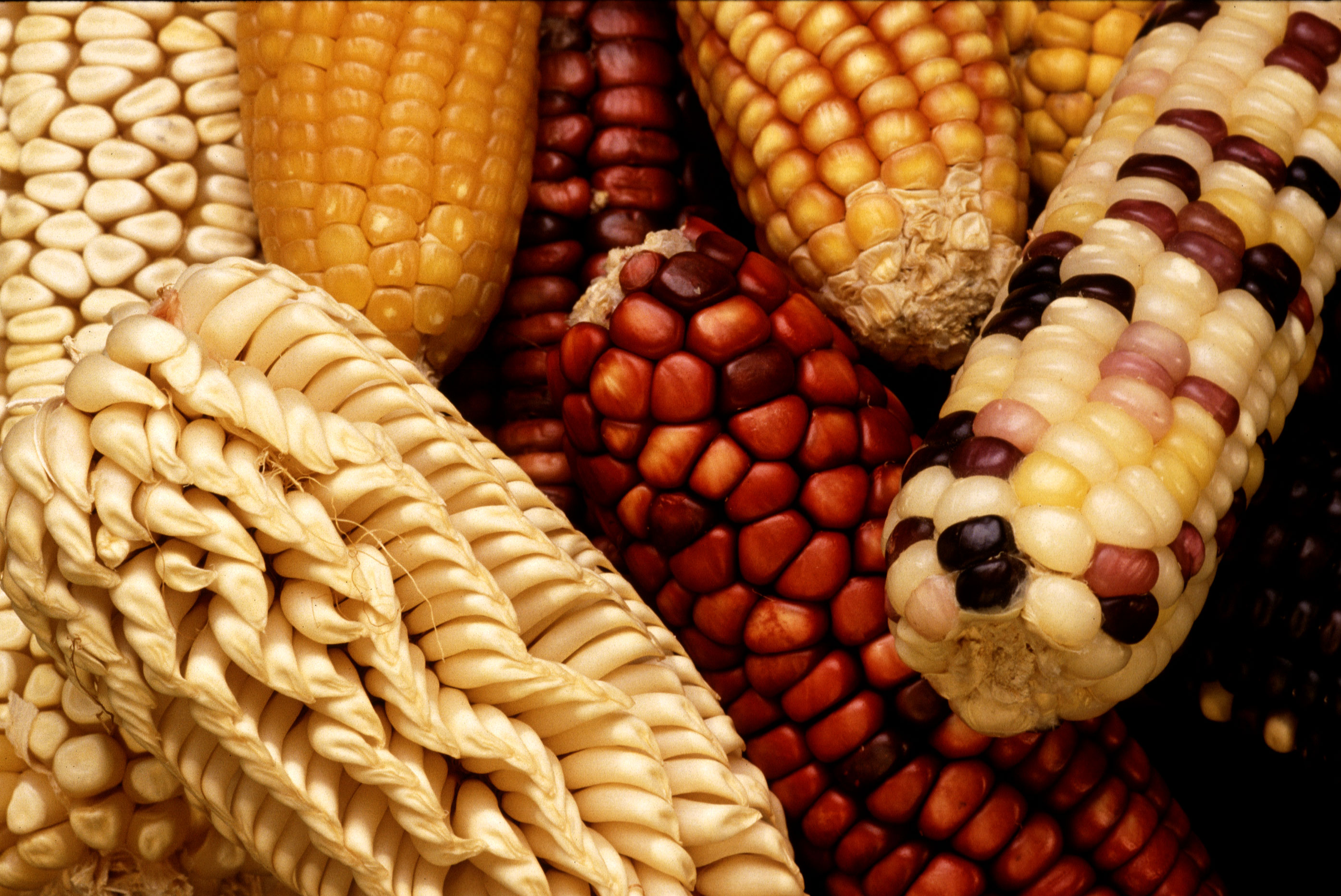
各种品种的玉米
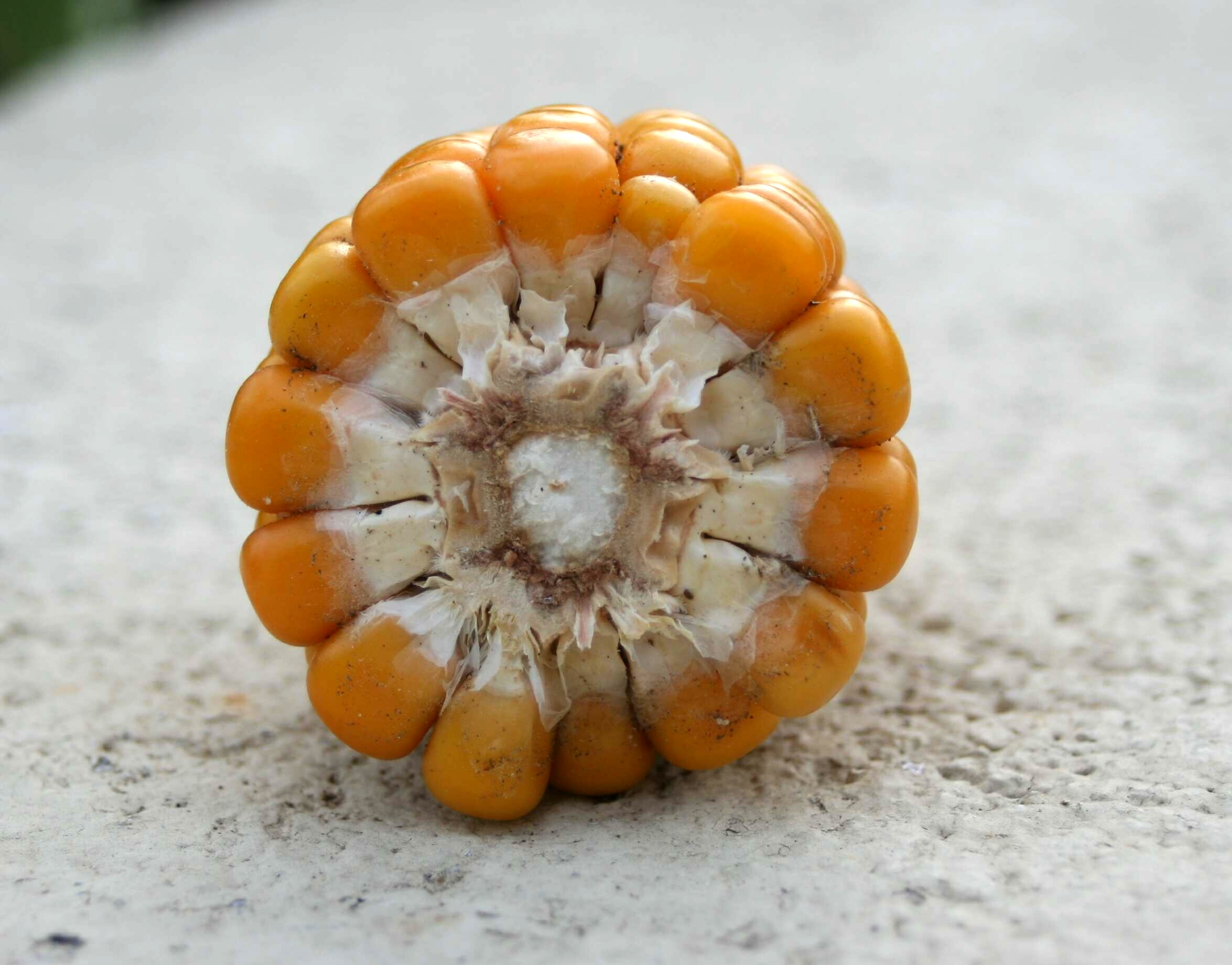
玉米穗剖面圖
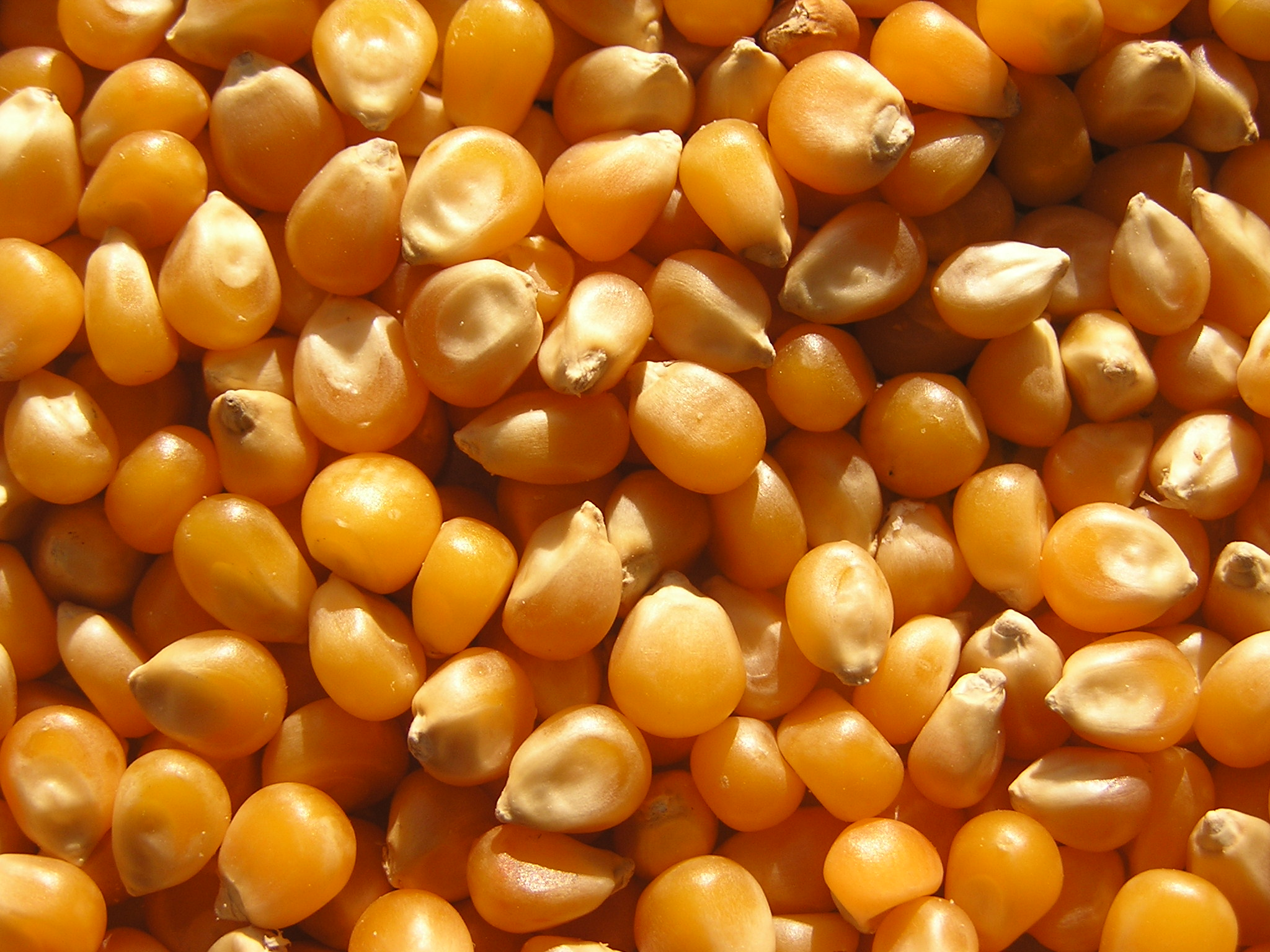
玉米粒
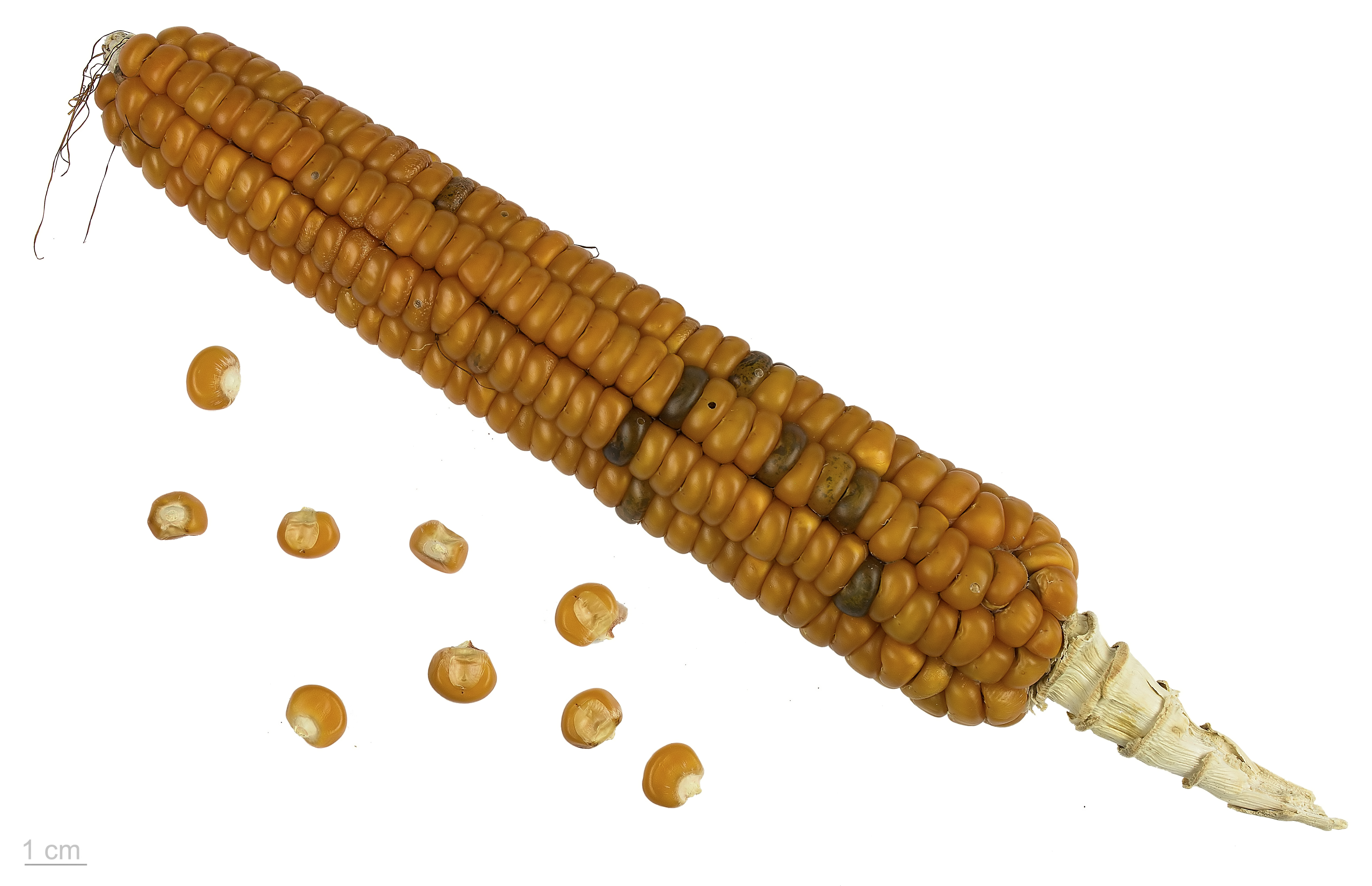
Zea mays "Ottofile giallo Tortonese"
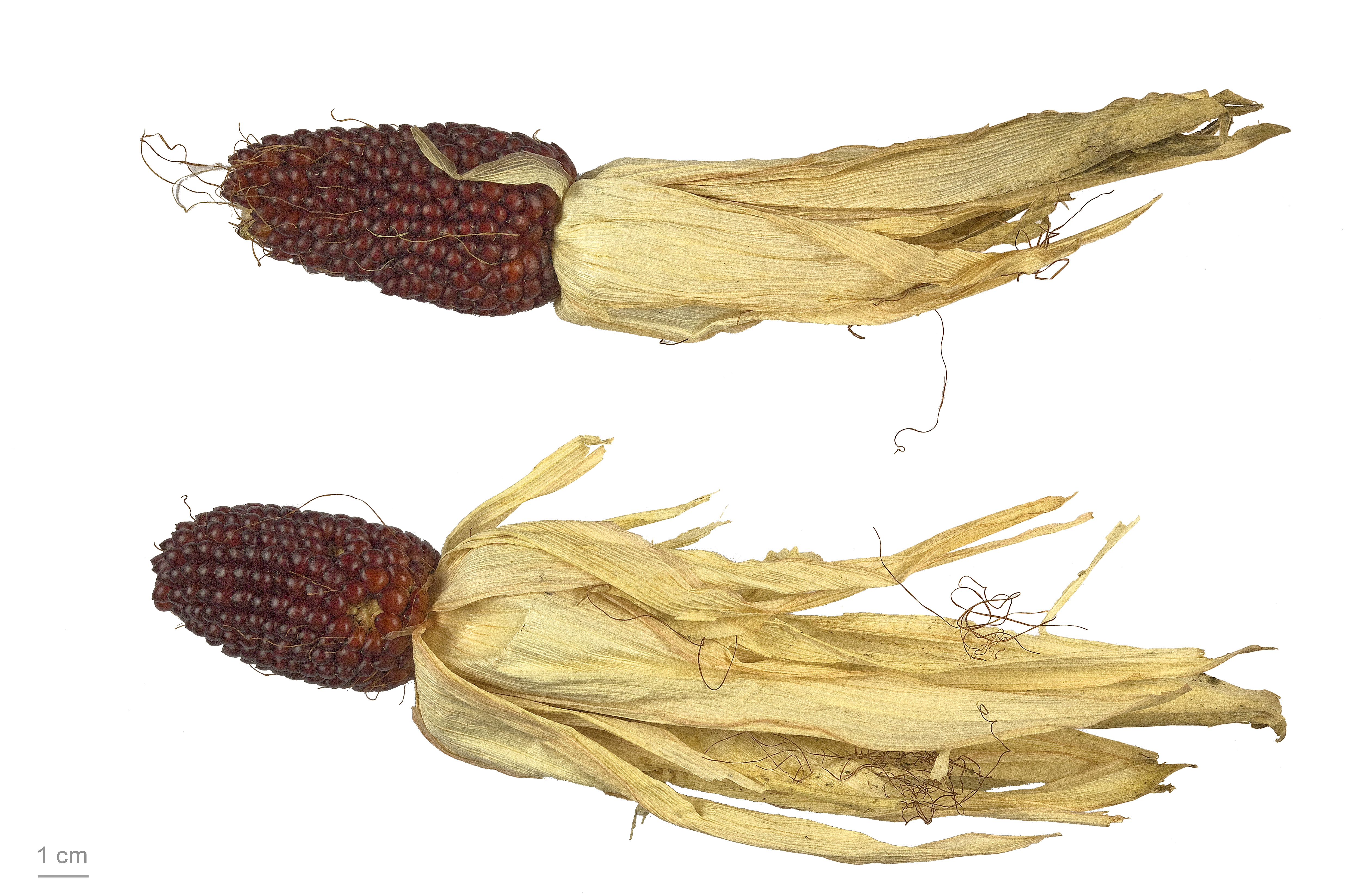
Zea mays "fraise"
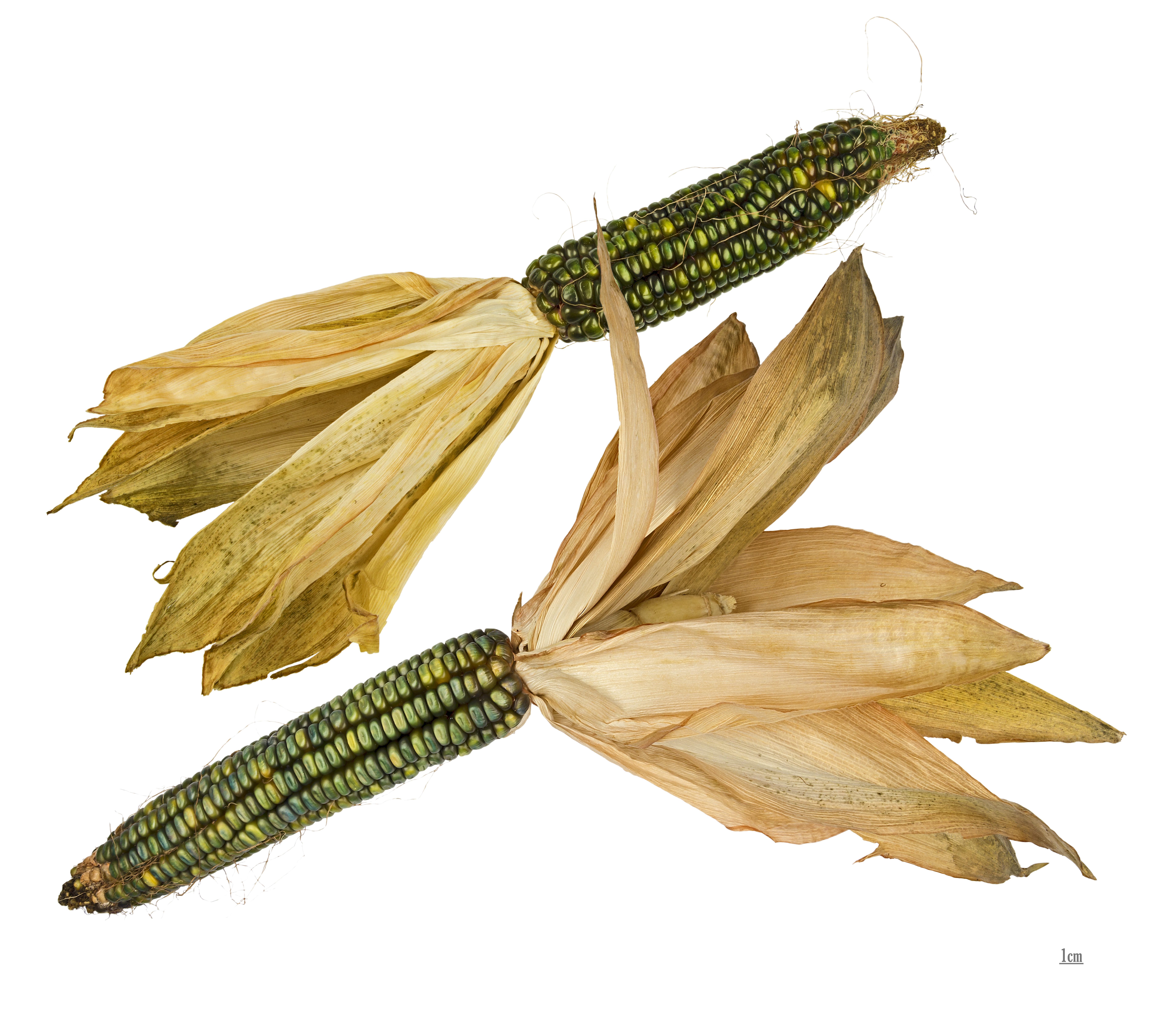
Zea mays "Oaxacan Green"

## 分佈
玉米原产于中美洲，是印地安人培育的主要粮食作物。原本是體型很小的草，喜高温，經美洲原住民培育多代後才出現較大型的玉米。16世纪时传入中国，最早记载见于明朝嘉靖三十四年成书的《巩县志》，称其为“玉麦”，其后嘉靖三十九年《平凉府志》称作“番麦”和“西天麦”。“玉米”之名最早见于徐光启的《农政全书》。美國的玉米產量位居世界第一，其中大部分產於美國中西部的玉米帶，在發源地美洲以外，中国是玉米种植最为普及的地区之一，主要产区在东北、华北和西南山区。过去玉米在中国的栽培面积次于小麦、水稻，居第三位，自2012年栽培面积已位于第一位。世界产地主要分布在30°－50°的纬度之间。玉米也是全世界总产量最高的粮食作物。

## 歷史

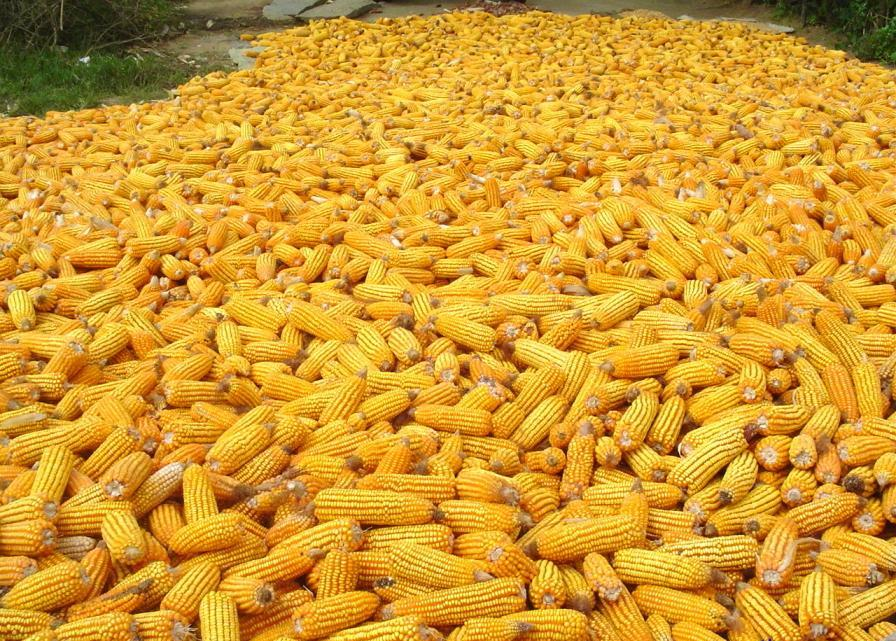
許多玉米棒

玉米是一种栽培植物。基於21世紀初的研究，學者將墨西哥中南部的巴爾薩斯河谷作為馴化中心。基於Matsuoka等人2002年的研究，所有玉米都在約9000年前從墨西哥南部的單一馴化中產生，而不是多個獨立的馴化事件。該研究還表明，最古老的玉米在墨西哥高原。後來玉米蔓延到美洲其他區域。這與基於考古記錄的模型一致，表明玉米在墨西哥高原多樣化，然後蔓延到低地。
奧爾梅克人及馬雅人在中美洲栽培了許多不同的品種，有些可以直接烹煮，有些則用碱法烹制的方式處理。從公元前2500年起，玉米開始传播到美洲的很多地區。歐洲人在十五世紀末和十六世紀初開始和美洲原住民接觸，將玉米帶回歐洲（哥倫布大交換），也帶到其它國家。因為玉米可以在各種不同的氣候下生長，因此被传播到全球各地。高甜度的玉米稱為甜玉米，一般種植供人類食用，而其他野玉米則供作動物糧食及化學工业、食品工业原料。
玉米是美洲種植最多的糧食作物，單在美國就有每年約3.32億噸的產量，而美國的玉米約有40%—約1.3億噸—用來製造乙醇。2009年種植的美國玉米中，約有85%是基因改造玉米。

## 用途
玉米依用途可分为：食用玉米、饲料玉米、青割玉米。食用玉米品种繁多，以含糖量高者较广为种植，可鲜食、煮食、炒食、制玉米粒罐头，另有采收玉米笋的品种，以及“爆裂玉米”作爆米花专用。饲料玉米籽粒较硬，除当饲料外，另用于制粉、榨油、制酒精。青割玉米用于连茎带叶切断、发酵，当作牛只的芻料，可提高乳牛泌乳量与风味。
玉米不脱粒可直接食用，也可以通过蒸、煮、烤后食用。脱粒后通常加工成粉狀，也可以在經過深加工後製成玉米糝用來煮粥，是中國北方地區主食中的一種，香甜可口，易消化。但以前为了增加糧食數量，常和种皮一起磨粉，製成“棒子面”，由於口感粗糙难以下咽，所以價格低賤，是窮人的主要粮食。随着经济水平的提高，现在只有精緻加工的玉米粉作为调剂口味用。玉米還可以加工成高果糖漿。高果糖漿常用於增加商業食品的甜味，例如各類飲品、麵包、麥片、零食、醃肉、酸奶、湯料和調味劑等。玉米胚芽可以提炼玉米油。刚成型的一寸来长的玉米芯可直接当作蔬菜烹调，口感类似笋。煮熟的玉米粒是常用的材料，或做玉米湯，或直接食用。墨西哥人常用一种大型的玉米粒和肉类烹调汤类食物pozole，意思是玉米粥。
玉米在美國主要作为饲料，工业生产淀粉、发酵类药品的主要原料。玉米甚至還可以加工製造成塑膠、光碟、生物燃料。玉米茎粗壮高大，叶宽大，以前也是平原地区农民的重要燃料来源。

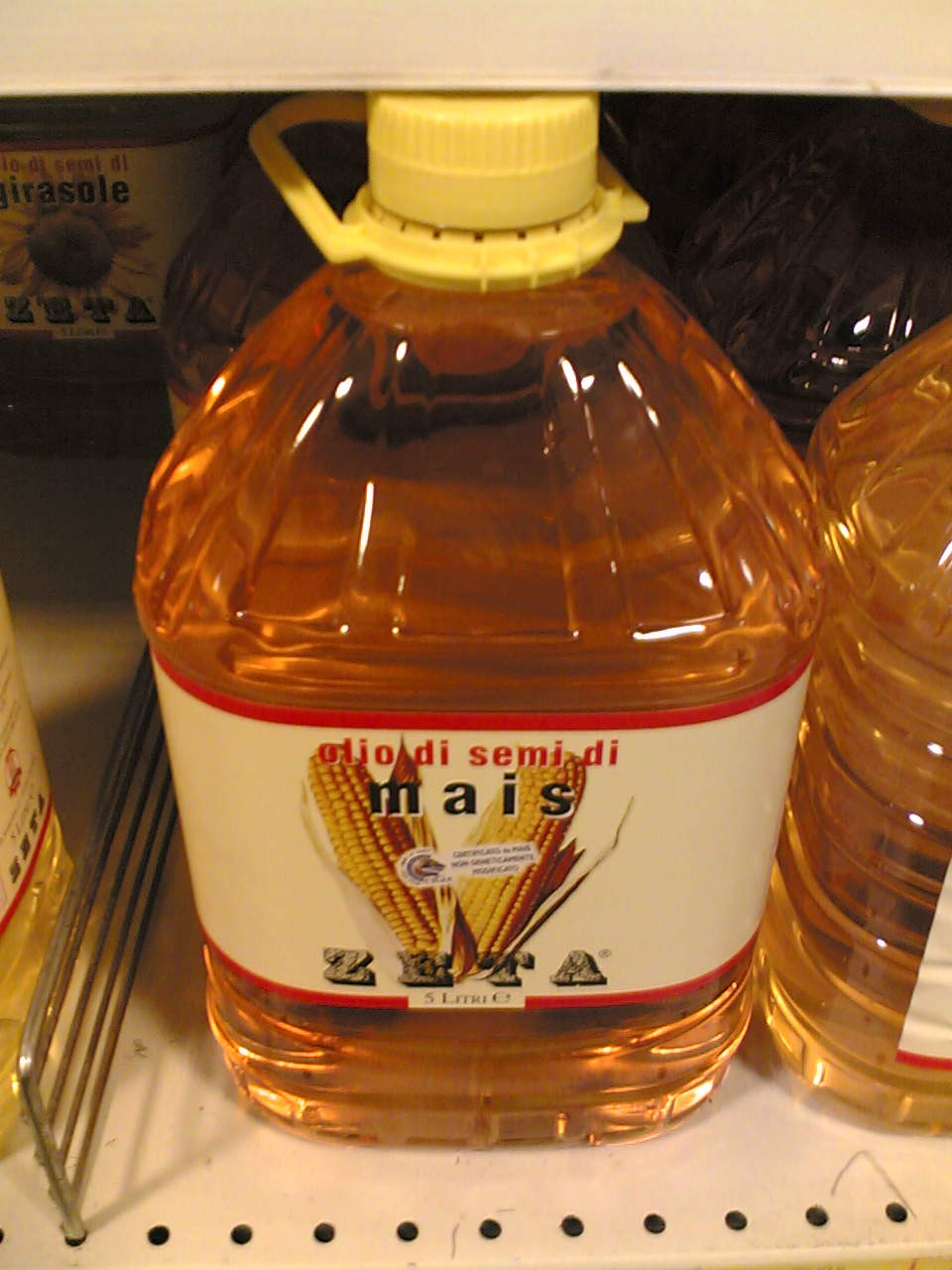
玉米油
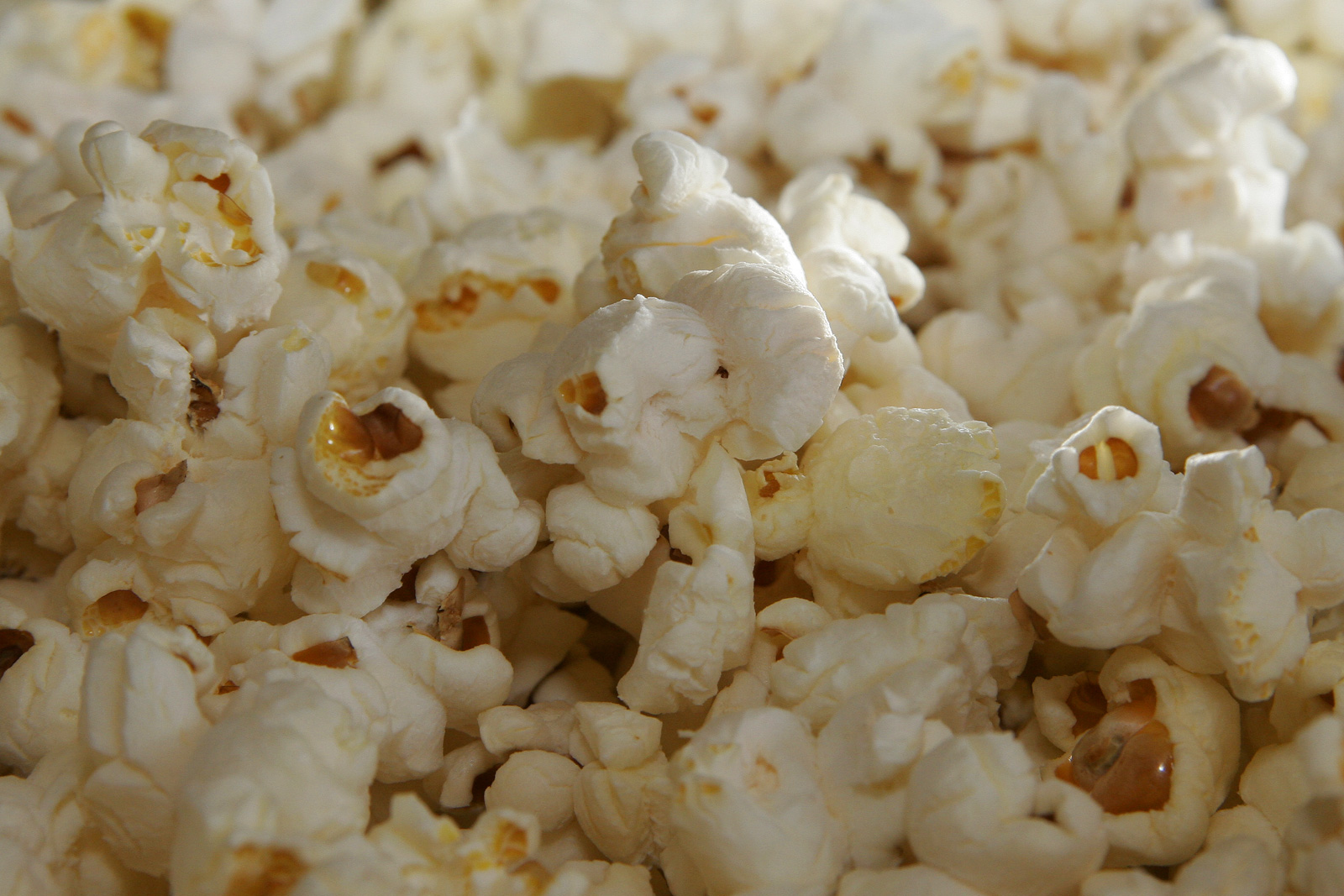
爆米花
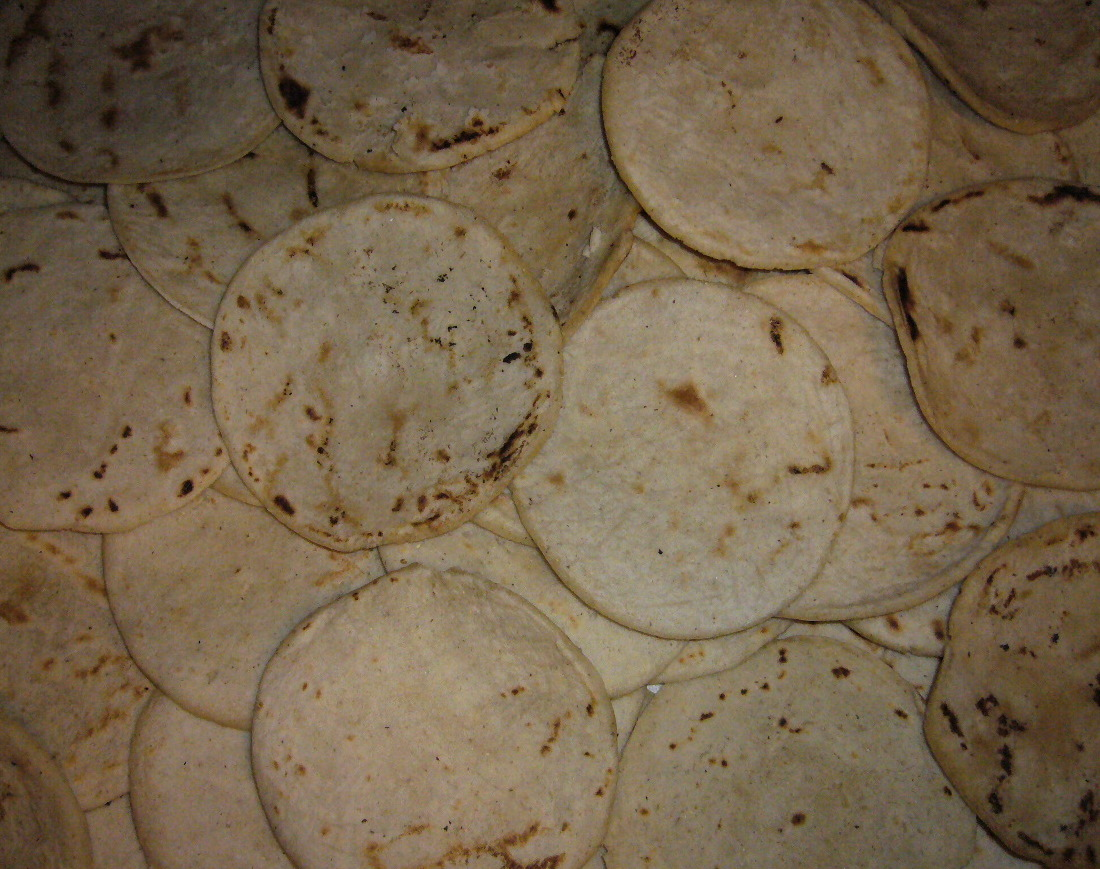
墨西哥玉米餅（tortilla）
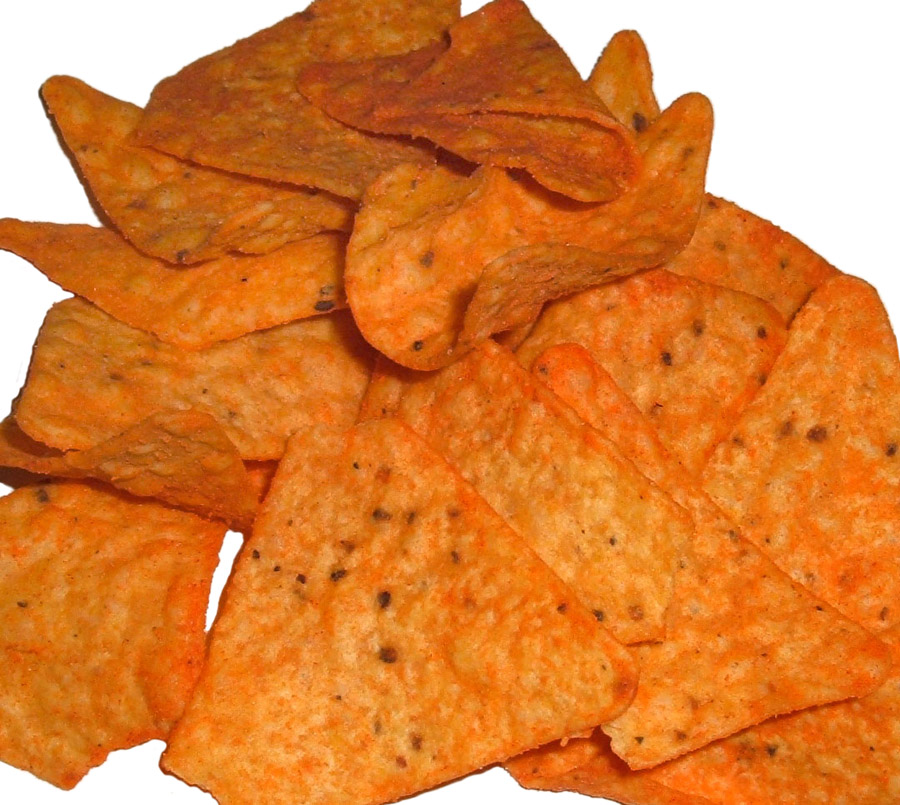
玉米片

## 特點
玉米的根为须根系，除胚根外，还从茎节上长出节根：从地下节根长出的称为地下节根，一般4~7层；从地上茎节长出的节根又称支持根、气生根，一般2－3层。株高1－4.5米，秆呈圆筒形。全株一般有叶15－22片，叶身宽而长，叶缘常呈波浪形。花为单性，雌雄同株。雄花生于植株的顶端，为圆锥花序；雌花生于植株中部的叶腋内，为肉穗花序。雄穗开花一般比雌花吐丝早3－5天。
實際上近代以來的栽種玉米已經高度馴化，是不能在野外自然地生育的，因為其成熟種子（即玉米粒）不會從玉米棒上脫落，需要人工脫粒。加上沒有硬殼保護，正因为此，玉米棒人類可以很方便的直接煮熟啃食，這方面較米麥需要進行加工才能食用都要方便得多。這樣的植物很明顯地經過了改造，而其選殖的歷史，尚在古農業學家和基因學家研究中。

## 改良種植技術
美國在十九世紀已成為產量最大的玉米生產國，並且在十九世紀末開始通過雜交提升玉米的品質，雜交品種在1940年代起得到廣泛推廣，從而提高每英畝玉米田的產量，至1990年代開始導入轉基因技術，目前中國及美國都普及採用基因改造技術在不增加種植面積下提升產量。

## 藝術
自前哥倫布時期起，玉米就已是安地斯山脈重要的作物。來自秘魯北部的莫切文化用土壤、水和火製造陶器。他們將陶器視為是一種神聖的物品，會作成顯目的形狀來代表重要的主題。玉米代表擬人和自然。
在美国国会大厦上雕刻了成列的玉米穗及煙草葉。若一些臨時的建築需要慶祝秋天、地區的农业生产力及文化，也可能以玉米图案為其装饰細節。在家庭和企業外面常會有成捆的干玉米秸秆、南瓜、葫芦和秸秆。在建築上廣為人知的例子是在南達科他州米切尔的玉米皇宫，上面外牆上有由彩色玉米構成的巨型壁畫，每年更換一次。
1993年後發行的克羅埃西亞庫納幣，一庫納硬幣後面有成熟玉米穗的图案。